# Дјалеј (Долина Аосте)
Дјалеј је насеље у Италији у округу Долина Аосте, региону Долина Аосте.
Према процени из 2011. у насељу је живело 44 становника. Насеље се налази на надморској висини од 1214 м.